# Fontanna Trytona w Norymberdze
Fontanna Trytona (z niem. Tritonbrunnen) - została zaprojektowana na wzór rzymskiej budowli Fontana del Tritone dla upamiętnienia zwycięskiej bitwy cesarza Leopolda nad Turkami pod Mohaczem.

## Źródła
- Erich Mulzer: Der Tritonbrunnen auf dem Maxplatz – ein Stück unbekanntes Nürnberg? In: Altstadtfreunde Nürnberg e.V. (Hrsg.): Nürnberger Altstadtberichte. Nr. 19, Nürnberg 1994, S. 27 ff.